# Beziehungen zwischen der Deutschen Demokratischen Republik und Frankreich

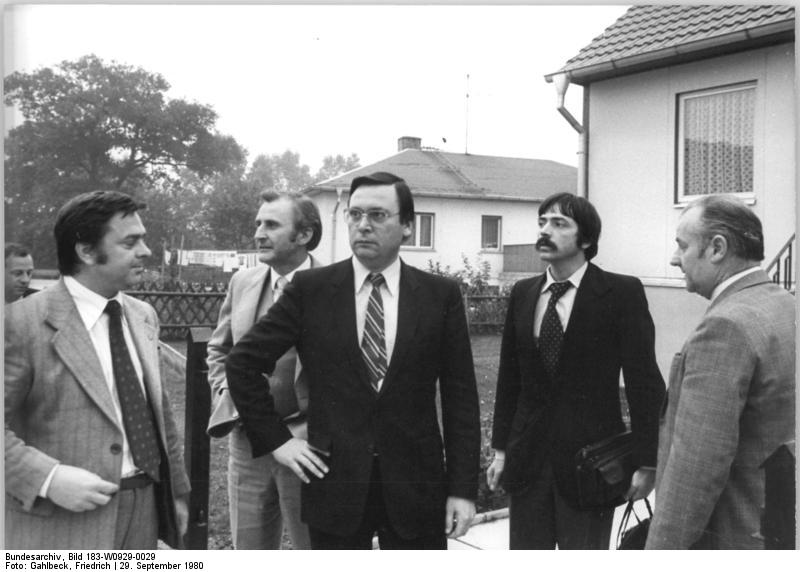
Besuch einer französischen Delegation in der LPG Loebnitz bei Leipzig, 1970

Die Beziehungen zwischen der DDR und Frankreich waren vielgestaltig in Wirtschaft, Kultur und Politik.

## Geschichte
Wichtige politische Verantwortliche der SED wie Walter Ulbricht, Erich Honecker, Hermann Axen und Albert Norden waren in den 1930er und 1940er Jahren in der Emigration in Frankreich und hatten auch die französische Résistance unterstützt. Walter Ulbricht war einige Jahre mit der Französin Rosa Michel (eigentlich: Marie Wacziarg) verheiratet gewesen.
Frankreich gehörte zu den vier Siegermächten von 1945 und hatte damit auch Kontrollrechte über Berlin. Für Frankreich war die DDR ein wichtiger Gegenpol zur dominanten Bundesrepublik Deutschland. Es hatte aus geopolitischen Gründen ein großes Interesse an dem Bestehen von zwei deutschen Staaten, um den deutschen Einfluss in Europa nicht zu stark werden zu lassen.

« J'aime l'Allemagne tellement que je suis ravi qu'il y en ait deux. »

„Ich liebe Deutschland so sehr, dass ich froh bin, dass es zwei davon gibt.“

Das Bemühen um gute Kontakte zur DDR wurde aber durch die westdeutsche Hallstein-Doktrin beschränkt, die offizielle diplomatische Beziehungen zur DDR von anderen Ländern nicht duldete. So blieben in den 1950er und 1960er Jahren nur Kontakte auf unteren Ebenen. 1952 wurde von Gilbert Badia und Emile Rottigelli der Cercle Henri Heine in Leben gerufen, der den Kultur- und Hochschulaustausch mit der DDR beleben wollte. 1958 wurde die Gesellschaft Association des Echanges Franco-Allemandes, kurz EFA gegründet, die Städtepartnerschaften zwischen beiden Ländern fördern wollte. Die EFA war zwar ein überparteilicher Verein, der aber durch die französische kommunistische Partei PCF dominiert wurde. Es gab Kultur- und Wirtschaftskontakte, viele französische Kinder, Jugendliche und Studenten kamen zu Ferien, Arbeitseinsätzen oder Fortbildungslehrgänge in die DDR. Der Verein förderte auch die politische Reisetätigkeit französischer Abgeordneter in die DDR. In der DDR wurde als Partnerorganisation die Deutsch-Französische Gesellschaft der DDR, kurz DEFRAG gegründet, die in der Liga für Völkerfreundschaft eingegliedert war.
Nach dem Beginn der Entspannungspolitik von Bundeskanzler Willy Brandt ab 1969 erweiterten sich die Möglichkeiten der Zusammenarbeit zwischen der DDR und Frankreich. 1970 wurde ein umfangreiches Wirtschaftsabkommen geschlossen, seit 1973 gab es offizielle diplomatische Beziehungen. 1980 wurde ein Kulturabkommen vereinbart, 1983 das DDR-Kulturzentrum in Paris und 1984 das französische Kulturzentrum in Ost-Berlin eröffnet. Es gab mehrere Besuche hochrangiger Politiker im anderen Land. 1988 reiste Erich Honecker nach Paris, im Dezember 1989 kam Präsident François Mitterrand zu einem Gegenbesuch nach Ost-Berlin, wo er aber schon auf andere Verantwortliche traf.
Für beide Länder hatten die Beziehungen zueinander eine besondere Bedeutung, auch wenn die jeweiligen Zielrichtungen unterschiedlich waren.

## Städte- und Gemeindepartnerschaften
Seit 1958 gab es Kontakte zwischen ostdeutschen und französischen Städten, seit 1959 die ersten offiziellen Städtepartnerschaften. Diese wurden in den folgenden Jahrzehnten die wichtigsten Basis für die beiderseitigen Kontakte. 1972 gab die DDR 173 solche Partnerschaften an, einige davon waren allerdings nicht durch die jeweiligen französischen Kommunalverwaltungen abgeschlossen, weswegen die offiziellen französischen Zahlen etwas niedriger lagen.
Die Partnerschaften bestanden in Besuchen von Delegationen in der anderen Stadt, wobei wesentlich häufiger französische Gäste in die DDR kamen, als umgekehrt. Dieses wurde von den französischen Verantwortlichen immer wieder angemahnt, aber ohne Erfolg. Die französischen Partnergemeinden standen meist unter der Führung von Politikern der kommunistischen Partei PCF, der Sozialistischen Partei und linken Gewerkschaftsfunktionären in den Stadtverwaltungen.
Französische Kinder und Jugendliche wurden in Ferienlager in die DDR eingeladen. Bis 1972 gab es fast 4000 solche Aufenthalte. Viele von ihnen stammten aus einfachen geringverdienenden Familien, für die die kostengünstigen und freundlichen Aufenthalte besondere Erlebnisse waren.

## Kultur
Es gab vielfältige kulturelle Kontakte bereits in den 1950er Jahren. Der französische Schriftsteller Vladimir Pozner war beim ersten Schriftstellerkongreß der DDR 1950 zu Gast. Das Berliner Ensemble gastierte 1953 in Frankreich und löste dort ein großes Interesse an Theaterstücken von Bertolt Brecht aus. Es gab weitere Gastspiele von Theatern und Sinfonieorchestern im jeweils anderen Land. Unterhaltungsmusiker wie Gilbert Bécaud und Juliette Gréco traten in der DDR auf, Mireille Mathieu war häufig zu Gast und weihte das neue Farbfernsehstereoprogramm 1970 mit einer Galashow ein.
In der DDR wurden viele französische Filme im Kino und im Fernsehen gezeigt. Besonders beliebt waren die Komödien von Louis de Funès in den 1970er Jahren. Mehrere DDR-Filme konnten schon in den 1960er Jahren auf dem Filmfest von Cannes gezeigt werden, obwohl dieses eigentlich nur für diplomatisch anerkannte Länder möglich war. Sterne von Konrad Wolf erhielt sogar eine Auszeichnung.
Französische Literatur wurde in der DDR geschätzt und viel verlegt. In Frankreich war Nackt unter Wölfen von Bruno Apitz in den 1950er Jahren das meistgelesene DDR-Buch, auch Anna Seghers war bekannt. Seit den 1960er Jahren war Christa Wolf die bekannteste Autorin, danach wurden auch Werke von Heiner Müller und Wolf Biermann viel verkauft. Insgesamt war die Bekanntheit von DDR-Autoren in Frankreich aber eher gering.

## Wirtschaft
Für die DDR war Frankreich der wichtigste westliche Handelspartner nach der Bundesrepublik, es gab einen vielfältigen wirtschaftlichen Austausch. 1969 führte die DDR das französische SECAM-System für ihr neues Farbfernsehen ein und nicht das westdeutsche PAL-System. Citroën baute 1978 ein Gelenkwellenwerk in Zwickau, aus diesem Anlass bekamen Erich Honecker und der SED-Wirtschaftsverantwortliche Günter Mittag jeweils ein Citroën GX geschenkt. Zwei französische Banken hatten eine Niederlassung in Ost-Berlin, was bei westlichen Unternehmen sonst selten war.
Die Exporte aus der DDR nach Frankreich waren aber relativ niedrig.